# Wright J65

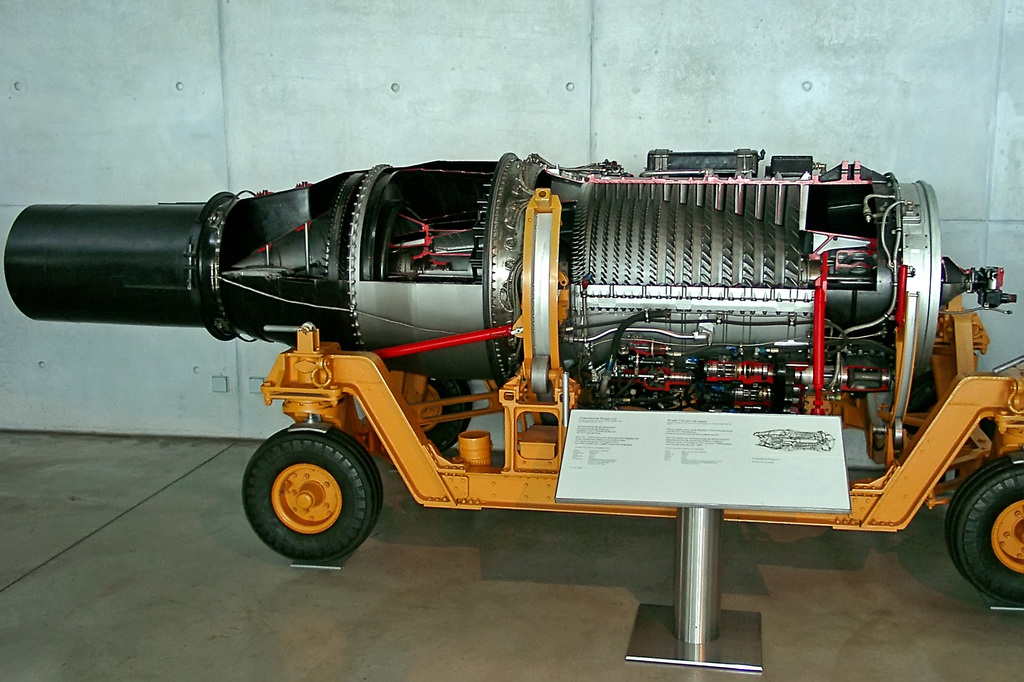
Wright J65

Das Wright J65 war ein amerikanisches Turbojet-Triebwerk auf der Basis des Armstrong Siddeley Sapphire.

## Geschichte
Curtiss-Wright hatte 1950 eine Fertigungslizenz für das Sapphire erworben, um es dem amerikanischen Bedarf anzupassen. Von 1953 an wurde es in größerer Serie produziert. Eigentlich war die Markteinführung bereits für 1951 vorgesehen, doch führten Verzögerungen in der Fertigung dazu, dass es erst zwei Jahre später ausgeliefert werden konnte. Deswegen wurden auch nur vergleichsweise geringe Stückzahlen erreicht, weil die Nachfrage in dieser Leistungsklasse inzwischen weitgehend das Pratt & Whitney J57 abgedeckt hatte.
Es war und blieb das einzige Strahltriebwerk von Curtiss-Wright und mit der Einstellung seiner Fertigung gab die Firma den Triebwerksbau ganz auf. 

## Konstruktion
Das J65 ist ein Einwellentriebwerk. Der Axialkompressor besitzt 7 Niederdruck- und 5 Hochdruckstufen. Die Schaufeln der ersten 3 Stufen wurden aus Stahl gefertigt, die der Stufen 4 bis 7 aus Aluminium und die letzten in Stufe 8 bis 13 aus Edelstahl. Der Kompressor ist vorne kugelgelagert, hinten besitzt er ein Rollenlager. Das Kompressorgehäuse besteht aus einer Aluminiumlegierung. Das Druckverhältnis beträgt 7:1, die durchgesetzte Luftmasse im Betriebspunkt beträgt 55,3 kg/s.
Die Verbrennung erfolgt beim J65 in einer Ringbrennkammer, die 36 Einspritzdüsen besitzt.  Die Turbine ist zweistufig ausgeführt. Beide Stufen sind mit Kegelstiften verbunden. Die erste Stufe hat 110 Schaufeln, die zweite 75. Zur Brennkammer hin ist der Turbinensatz kugelgelagert. Die Turbineneintrittstemperatur liegt bei 802 °C. Das Strahlrohr ist aus Stahl gefertigt. Die Triebwerksregelung geschieht hydraulisch nach manueller Vorgabe durch Steuerung des Kraftstoffflusses. Zur Schmierung hat das Triebwerk einen geschlossenen Ölkreislauf mit einem Behälter von 18,9 Litern Inhalt. Für den Ölumlauf sorgen 2 Zahnrad- und 2 Kolbenpumpen.
Für den Einbau in das Flugzeug sind 3 Befestigungspunkte vorhanden.
Gestartet wird das Triebwerk, je nach Ausführung, entweder mit einem elektrischen Anlasser, einer Kleingasturbine (APU), mit Hilfe einer Starterpatrone oder mit einem pneumatischen Anlasser.

## Ausführungen
- J65-W-3, Gasturbinenstarter. Verwendet an der Republic F-84F Thunderstreak.
- J65-B-3, wie W-3, aber bei Buick gefertigt.
- J65-W-5, Anlassen mit einer Starterpatrone für die Martin B-57.
- J65-W-7, Gasturbinenstarter, Verwendet an der Republic RF-84F Thunderflash.
- J65-B-7, wie W-7, aber bei Buick gefertigt.
- J65-W-16A, mit pneumatischem Anlasser für die North American F-1E und AF-1E Fury.
- J65-W-16C, mit pneumatischem Anlasser für die Douglas A-4 Skyhawk.

## Technische Daten
|       | Länge [mm] | Durchmesser [mm] | Gewicht [kg] | Schub [kN] | Spezifischer Verbrauch [kg/(kN·h)] |
| ----- | ---------- | ---------------- | ------------ | ---------- | ---------------------------------- |
| W-3   | 2921       | 953              | 1178         | 32,15      | 92,9                               |
| W-5   | 2921       | 953              | 1178         | 32,06      | 92,9                               |
| W-7   | 2921       | 953              | 1268         | 34,74      | 90,3                               |
| W-16A | 3098       | 953              | 1244         | 34,74      | 92,9                               |
| W-16C | 3098       | 953              | 1244         | 37,85      | 92,9                               |